# Lacquy
Lacquy é uma comuna francesa na região administrativa da Nova Aquitânia, no departamento Landes. Estende-se por uma área de 19,3 km². Em 2010 a comuna tinha 292 habitantes (densidade: 15,1 hab./km²).